# خی بزغاله
خی بزغاله یک ستاره است که در صورت فلکی بزغاله قرار دارد.